# Papir de Derveni

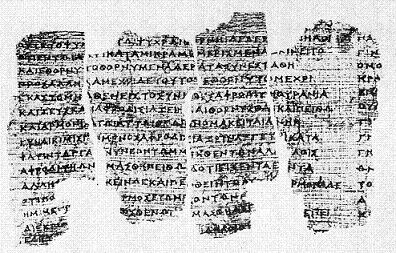
Fragments del papir de Derveni.

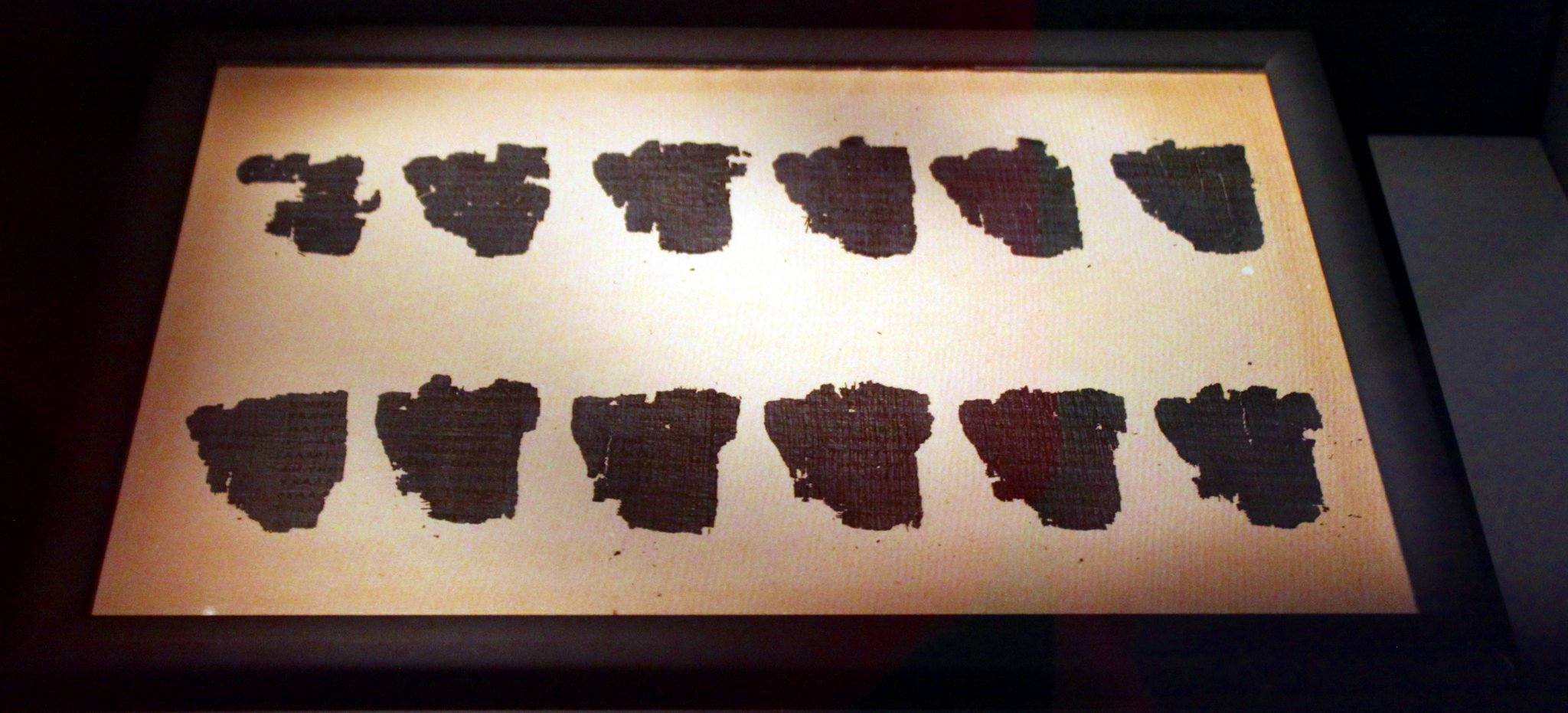
Fragments del papir de Dervni al Museu Arqueòlogic de Tessalònica

El papir de Derveni, datat al segle iv aC, és un rotllo de papir que conté el comentari d'un poema òrfic. Es considera el manuscrit més antic d'Europa.

## Descobriment
Va ser trobat el 1962 en unes excavacions arqueològiques que es van dur a terme en la localitat de Derveni, a 10 km al nord-oest de la ciutat grega de Tessalònica. Es van trobar 226 petits fragments de papir cremat, a l'interior d'un gerro de bronze que també contenia una corona d'or i altres objectes funeraris. El papir es va restaurar i està exposat al Museu Arqueològic de Tessalònica.
La reconstrucció del papir va fer-se sobre un cilindre d'uns tres metres de llarg i de 9,5 centímetres d'ample i va permetre recuperar vint-i-sis columnes de text; de cada una es poden llegir les 10 o 12 primeres línies. Es tracta de fragments religiosos que tracten sobre el coneixement de Déu i del misticisme. Ofereixen, a més, una versió de la teogonia pròpia de la regió de Tràcia d'aquell moment i les cerimònies religioses que descriu es consideren els primers passos cap al monoteisme.
El papir va ser traduït a l'anglès el 2005 per un equip d'experts internacionals dirigits per l'acadèmic d'Oxford, Dirk Obbink, amb finançament del govern grec, i finalment publicat el 2006.

## Contingut
Es tracta d'una obra atípica: l'autor cita un passatge d'Heràclit, es refereix a certes qüestions religioses i des del final de la columna VII se centra a comentar extensament uns versos que atribueix a Orfeu. No és un comentari literari, sinó presumptuosament filosòfic; l'autor tracta d'explicar el «veritable» sentit que tenen els versos que, segons ell, no és el que aparenten tenir. Considera que Orfeu dona al llenguatge comú un sentit deliberadament ocult i al·legòric perquè les seves paraules només siguin enteses per iniciats. La interpretació del comentarista és totalment física, molt influïda pels filòsofs presocràtics com Anaxàgores, Heràclit, Leucip i Diògenes Apol·loniates. No obstant això, sembla ignorar completament Plató, la qual cosa ha portat a datar el seu text cap al 400 aC.
Quant a la identitat de l'autor del comentari s'ha pensat en Eutífron, personatge dels diàlegs platònics, el sofista Pròdic de Queos o fins i tot autors menys coneguts com Epígenes, Metròdor o Diàgores. S'ha demostrat també que el comentari no era un text privat de cercles òrfics, ni secret, sinó que va tenir una certa circulació, ja que va ser conegut i citat per altres autors com Filòcor i un escoliasta d'Hesíode.
L'himne presenta coincidències significatives amb altres poemes òrfics tardans, la qual cosa indica que existia una gran continuïtat en la tradició òrfica. Per exemple, el vers introductori, que fa de proemi, igual que en altres poemes òrfics és «Parlaré per als qui és lícit; tanqueu les portes, profans».

### Passatges
1. Proemi
2. Zeus pren el poder celeste. Profecies de Nix i de Cronos
3. Antecedents de la Història: Nit-Cel-Cronos
4. Recreació del món
5. L'himne a Zeus
6. El naixement d'Afrodita
7. La recreació racional de l'univers
8. L'incest